# League City
La ville de League City est située dans les comtés de Galveston et Harris, dans l’État du Texas, aux États-Unis. Sa population s’élevait à 83 560 habitants lors du recensement de 2010, estimée à 102 010 habitants en 2016.

## Source
- (en) Cet article est partiellement ou en totalité issu de l’article de Wikipédia en anglais intitulé « League City, Texas » (voir la liste des auteurs).

1. ↑  « U.S. Census Bureau QuickFacts: League City city, Texas », Bureau du recensement des États-Unis (consulté le 3 août 2024)